# Erdei szitakötő
Az erdei szitakötő (Ophiogomphus cecilia) gyors folyású folyók közelében élő, Európában és Nyugat-Szibériában elterjedt szitakötőfaj.

## Megjelenése

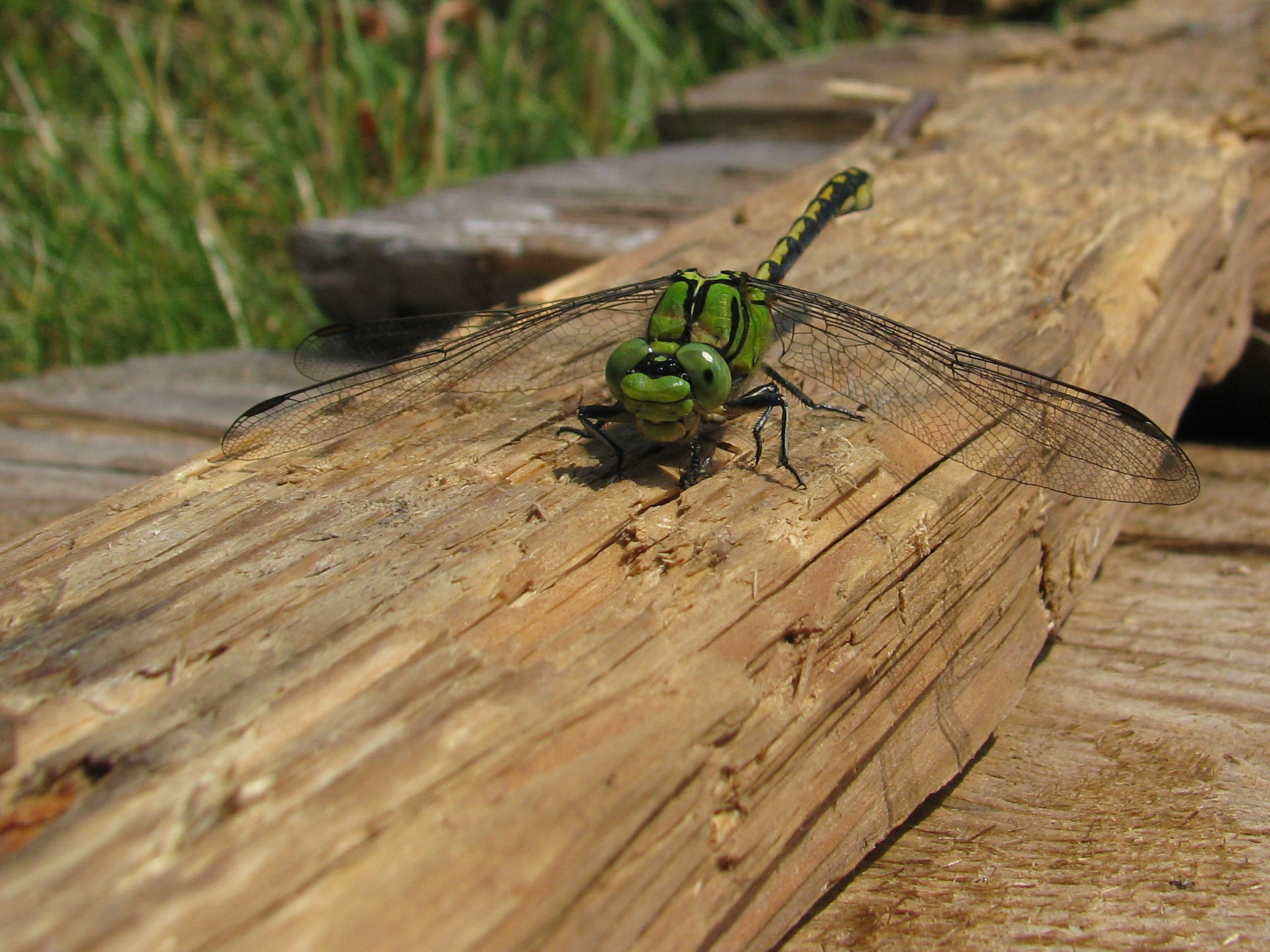

Az erdei szitakötő viszonylag nagy, erőteljes felépítésű rovar. Testhossza 50–58 mm (ebből 37–39 mm a potroh), hátsó szárnya pedig 30–35 mm, vagyis szárnyfesztávolsága 6–7 cm is lehet.  Feje, szemei és tora feketével mintázott zöld színű (ez megkülönbözteti közeli rokonaitól) ami az életkor előrehaladtával mélyebb és élénkebb árnyalatú lesz. Felső részén karcsú és végén kiszélesedő potroha feketével gyűrűzött sárga színű.
Robusztus (a hazai folyami szitakötők közül legerőteljesebb felépítésű) lárvája sárgával mintázott szürkésfekete.

## Elterjedése
Európában és Nyugat-Szibériában elterjedt faj, de főleg Kelet- és Közép-Európában gyakori. Egyaránt előfordul a sarkkör közelében (Finnországban) és a mediterrán vidékeken. Több országban csak szigetszerű populáció találhatóak, amelyek az 1980-as, 90-es években kipusztultak, de azóta helyzete stabilizálódott.
Magyarországon elsősorban a hegy- és dombvidékeken található meg. A nagyobb folyók közül a Tisza felső szakaszán, a Rábában, Drávában, Mosoni-Dunában és ezek mellékfolyóiban vannak stabil populációi. Teljes magyarországi állományát 120 és 600 millió közöttire becsülik.

## Életmódja

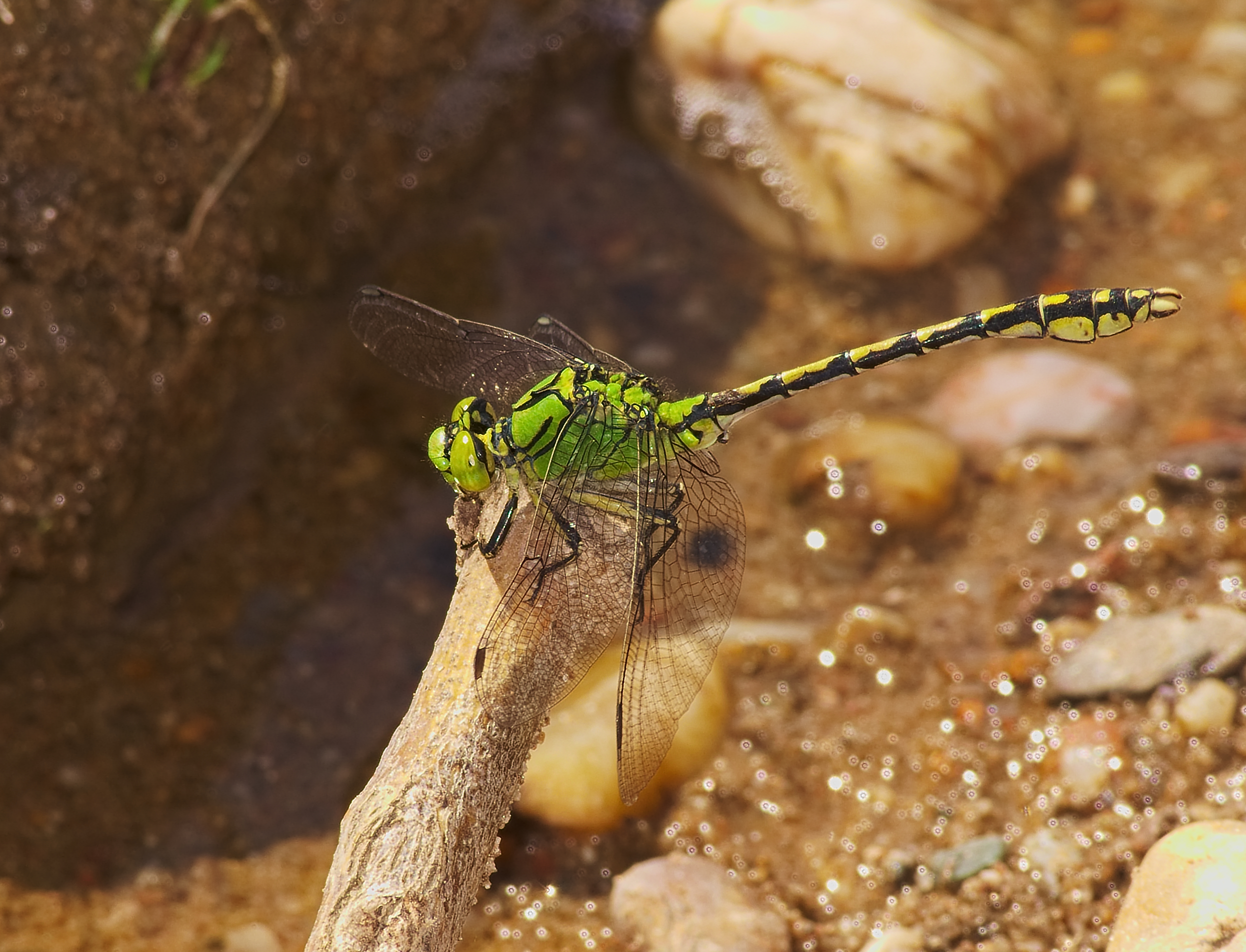

Lárvája a hidegebb vizű, oxigénben gazdag, gyors folyású, durva homokaljzatú folyóvizeket kedveli. Északon tavakban is előfordulhat. Nagyobb folyókban a gyorsabb szakaszokat vagy a sodorvonalat választja. Többnyire május végén alakul át imágóvá, de pl. Kőszegen a Gyöngyös patakban szeptemberi kibújást is megfigyeltek. A folyami szitakötők közül az egyik legmozgékonyabb, legtöbbet repülő. Az imágók életük nagy részét erdőkben töltik, sokszor a vízfolyásoktól távol.
Az erdei szitakötőt leginkább a vízszennyezés, a homok- és kavicsbányászat és a folyók duzzasztása (az vízáramlás csökkenése miatt) veszélyezteti.
Magyarországon védett, természetvédelmi értéke 50 000 Ft.